# Ivar Kreuger

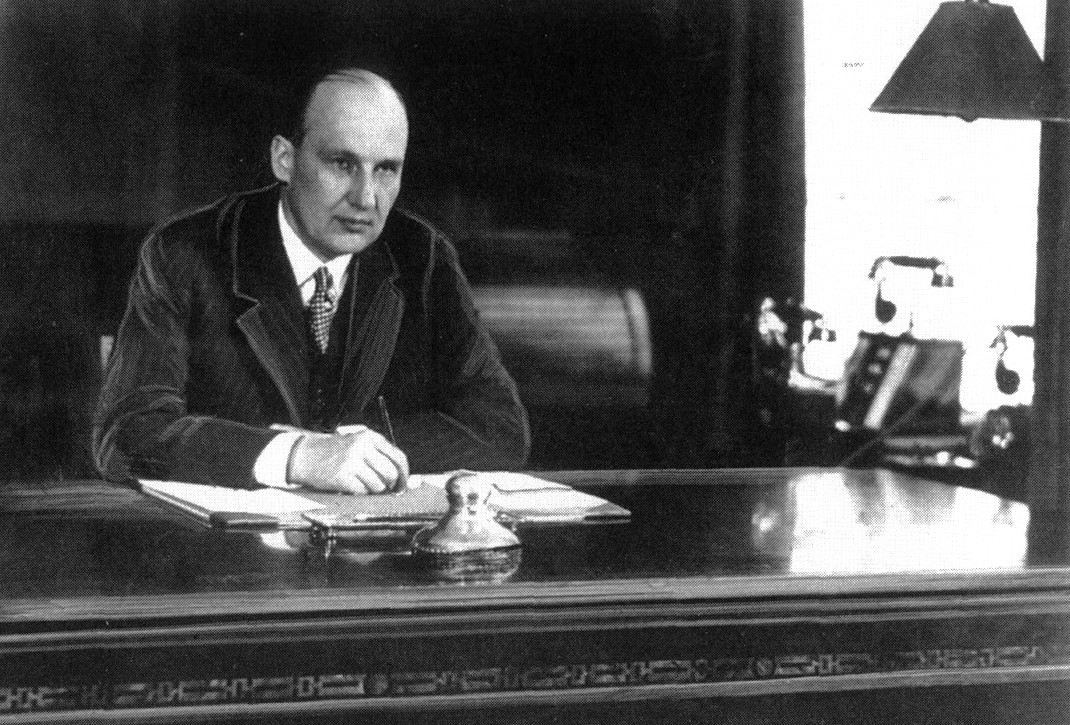
Ivar Kreuger w biurze w Sztokholmie

Ivar Kreuger (ur. 2 marca 1880 w Kalmarze, zm. 12 marca 1932 w Paryżu) – szwedzki przedsiębiorca, zwany królem zapałek. 

## Życiorys
Jego ojciec był kierownikiem rodzinnej fabryki zapałek w miejscowości Kalmar. Ivar ukończył uczelnię inżynierską w Sztokholmie. Po studiach założył firmę budowlaną w Londynie, następnie rozwinął działalność w obszarze filmu, nieruchomości, telekomunikacji. W momencie wybuchu I wojny światowej był już milionerem. W czasie wojny powrócił do Szwecji i skupował rywalizujące firmy produkujące zapałki. Zajmował się integracją pionową, przejmował przedsiębiorstwa chemiczne i tartaki, by obniżyć koszty produkcji zapałek. W końcu połączył wszystkie szwedzkie przedsiębiorstwa produkujące zapałki w jeden koncern i osiągnął pozycje monopolisty na szwedzkim rynku.
Miał ambicje zbudowania światowego monopolu na produkcję zapałek. Dzięki monopolistycznej pozycji koncern mógłby podwyższać ceny zapałek bez obaw o to, że wyższe ceny wykorzysta konkurencja. Dążył do realizacji tego celu poprzez kupowanie monopoli na produkcję zapałek od władz państw w zamian za długoterminowe pożyczki w dolarze. 
Plan ten realizował między innymi w Polsce. Firma Kreugera udzieliła polskiemu rządowi pożyczki w wysokości 6 mln dolarów w zamian za monopol na produkcję i import zapałek. Ustanowiono Polski Monopol Zapałczany. Odsetki od kredytu były równe opłacie za monopol. Oprócz jednej jawnej pożyczki na powyższych warunkach Kreuger udzielił również Polsce drugiej, tajnej pożyczki w wysokości 25 mln dolarów, tym razem na bardzo wysoki procent 24%. Środki na te pożyczki Kreuger pozyskał od inwestorów z USA za pośrednictwem współpracujących z nim banków inwestycyjnych. W kolejnych latach udzielał podobnych pożyczek rządowi Francji (75 mln dolarów) i Niemiec (125 mln).  
Oprócz produkcji zapałek prowadził również interesy w zakresie bankowości, filmu, nieruchomości. Kreuger posiadał między innymi huty żelaza, a także udziały w koncernie Ericsson. Jego głównym wehikułem inwestycyjnym była firma Kreuger & Toll, którą kontrolował wspólnie ze wspólnikiem Paulem Tollem. Przedsiębiorstwo notowane na szwedzkiej giełdzie było niezwykle dochodowe dla akcjonariuszy, stopa dywidendy wynosiła 25%.
Od momentu wybuchu wielkiego kryzysu w 1929 roku firma wciąż przynosiła zyski i wypłacała dywidendy przez kolejne 3 lata. 12 marca 1932 roku Kreuger popełnił samobójstwo. W miesiąc po jego śmierci odnaleziono dowody na oszustwa w koncernie Kreugera. Wiele aktywów zarejestrowanych na firmę w ogóle nie istniało. Monopole zapałczane nie były wystarczająco dochodowe, by pokryć odsetki od długów. Zyski firmy pokrywały zaledwie cześć dywidend. Okazało się, że większość środków na dywidendy pochodziły z zadłużenia i kapitału pozyskiwanego od inwestorów. Firma działała na zasadzie piramidy finansowej. 